# Nàng Dae Jang-geum
Dae Jang-geum (tiếng Hàn: 대장금; Hanja: 大長今; Romaja: Dae Jang-geum; McCune–Reischauer: Tae Chang-gǔm; Hán Việt: Đại Trường Kim) là một bộ phim dã sử được sản xuất năm 2003 của truyền hình Hàn Quốc dưới sự chỉ đạo của đạo diễn Lee Byung Hoon và nhà sản xuất là đài MBC.
Bộ phim kể về nhân vật chính là một cô cung nữ mồ côi làm việc trong khu bếp hoàng gia đã trở thành ngự y nữ đầu tiên cho nhà vua. Trong một xã hội phong kiến Nho giáo mà phụ nữ đóng vai trò thứ yếu, cô gái trẻ Dae Jang Geum (Đại Trường Kim) thử sức mình trong việc nấu ăn và phấn đấu để tìm ra những bí mật tạo nên sự độc đáo cho ẩm thực thời Joseon cũng như y học cổ truyền Triều Tiên, từ đó dùng chữa bệnh cho quốc vương cũng như vương tộc. Bộ phim được dựa trên câu chuyện có thật về nàng Jang-geum, ngự y nữ vương gia đầu tiên và duy nhất của Triều đại Joseon. Nội dung xuyên suốt bộ phim khắc họa hình tượng người phụ nữ truyền thống Hàn Quốc với sự kiên trì và quyết tâm theo đuổi mục tiêu tạo ra những món ăn bồi bổ và có lợi cho sức khỏe theo quan niệm truyền thống và tiến tới bào chế các bài thuốc cổ truyền.
Với chi phí sản xuất khoảng $15 triệu, bộ phim đã nhận được đến 57% tỉ suất người xem tại Hàn Quốc và đã thu về gần $40 triệu cho việc phát sóng ở nhiều nước khác nhau kể từ năm 2003.

## Cốt truyện
Câu chuyện được kể diễn ra kéo dài trong 5 triều đại tại đất nước Triều Tiên từ thời vua Triều Tiên Thành Tông (1457–1494), Yên Sơn Quân (1494–1506), Triều Tiên Trung Tông (1506–1544), Triều Tiên Nhân Tông (1544-1545) và quốc vương Triều Tiên Minh Tông (1545-1567). Câu chuyện được kể qua nhiều tuyến nhân vật, nhưng vẫn xoay quanh nhân vật chính là Seo Jang-geum và có thể tạm chia thành các mốc thời gian sau.

### Trước khi ra đời
Câu chuyện bắt đầu bằng việc quốc vương Triều Tiên Thành Tông ra lệnh hành quyết bằng độc dược vương phi của mình là Tề Hiến Vương hậu (hay Phế vương phi họ Doãn) chính là mẹ ruột của thế tử (quốc vương Yên Sơn Quân tương lai) do lo sợ rằng tính cách độc đoán của bà sẽ ảnh hưởng tới vị quốc vương tương lai. Sau cuộc hành hình, một binh sĩ vương gia là Seo Cheon-soo (cha Seo Jang-geum tương lai) đã bị ám ảnh về tội lỗi đó. Trên đường về nhà, anh ta gặp một tai nạn và tình cờ được cứu bởi một ẩn sĩ, người này đưa ra một tiên đoán đầy bí ẩn rằng: "Cuộc sống của anh sẽ được định đoạt bởi 3 người phụ nữ, người đầu tiên sẽ chết dưới tay anh; người thứ 2 sẽ được anh cứu nhưng lại vì anh mà chết; người phụ nữ thứ ba sẽ giết chết anh nhưng ngược lại sẽ cứu được mạng của rất nhiều người".
Nhiều năm sau, sau khi quốc vương Triều Tiên Thành Tông băng hà, quốc vương Yên Sơn Quân kế vị ngai vàng, trở thành vị quốc vương thứ 10 của Triều đại Joseon. Park Myeong-yi (mẹ Seo Jang-geum tương lai) là tân cung nữ phục vụ trong gian bếp vương gia. Cô tình cờ chứng kiến được bạn đồng môn của mình là Choi Seong-geum đang lén bỏ độc dược vào thức ăn của Nhân Túy Đại vương đại phi (tức tổ mẫu của quốc vương) vì bà đang cố gắng triệt để quyền lực của gia tộc họ Choi đã truyền chức vị Tổng quản thượng cung ngự trù thiện phòng qua năm thế hệ, tạo thế lực và lợi ích cho gia tộc họ Choi thông qua việc buôn bán sinh lời các vật phẩm vào vương cung. Cô đã bẩm báo hành vi này của bạn mình cho tổng quản của gian bếp đó, nhưng cô không ngờ rằng Thượng cung Tổng quản Kim và người bạn đồng môn của mình đã thông đồng với nhau lên kế hoạch cho một âm mưu hạ sát Vương đại phi. Lo sợ rằng âm mưu bị bại lộ, họ quyết định trừ khử cô bằng thuốc độc. Một người bạn thân rất tốt của cô là Han Baek-young, tìm cách cứu cô bằng cách pha loãng thuốc độc mà họ ép cô uống, sau đó lén cho cô uống thuốc giải độc. Cô bị hôn mê bên cạnh con suối, rất may cô tình cờ gặp người lính Seo Cheon-soo năm nào, người lính ấy đã cứu sống cô, họ yêu nhau, kết hôn và có với nhau một cô con gái thông minh là Seo Jang-geum.

### Tuổi thơ
Trong một lần được cha dẫn đi tìm mẹ, Seo Jang-geum đã rất trẻ con khi yêu cầu cha mình thử sức tranh tài đấu vật với quân lính. Khi cha cô sắp giành chiến thắng thì không may vào phút cuối, đối thủ dùng dao tự làm mình bị thương và hô hoán cha Seo Jang-geum mưu hại mình. Seo Jang-geum khóc lóc cầu xin tha cho cha và đã vô tình tiết lộ danh tính cha mình từng là quan lính trong triều đình. Chính điều này đã khiến cha Seo Jang-geum bị bắt giải đi. Sau đó mẹ Seo Jang-geum dẫn nàng đi tìm cha nhưng không được và cuối cùng phải tìm cách liên hệ với Han Baek-young là bạn đồng môn xưa kia ở gian bếp chính để nhờ đưa Seo Jang-geum vào làm cung nữ, hy vọng sau này báo thù rửa sạch nỗi oan ức của mình.
Bất hạnh thay, gia đình họ Choi biết được rằng cung nữ Park Myeong-yi (mẹ Seo Jang-geum) vẫn còn sống, họ quyết định phái sát thủ thủ tiêu mẹ Jang-Geum. May thay, Jang-geum được cứu sống và tìm tới một gia đình thường dân nuôi dưỡng. Jang-geum trong một lần được sai đi đưa rươụ cho vương tử Lý Dịch (quốc vương Triều Tiên Trung Tông sau này) đã xin và được đưa vào cung để làm cung nữ. Tại đây, cô lớn lên và duyên số trời định lại được chính Thượng cung Han Baek-young (bạn của mẹ Jang-Guem) hướng dẫn và dạy cách chế biến món ăn.

### Lúc làm cung nữ tại bếp Vương gia
Khi phát hiện Thượng cung Choi gian lận, thượng cung Jung định bẩm báo lên Hoàng Thái Hậu nhưng bà bị đưa ra khỏi cung do có các triệu chứng của dịch bệnh truyền nhiễm, nên Thượng cung Choi làm việc dưới chức Tổng quản, tạm thay thế Thượng cung Jung (Do Thượng cung Park bổ nhiệm). Lúc này, Thượng cung Choi bảo Thượng cung Han và Jang-geum đến Thái Bình quán phục vụ sứ thần nhà Minh. Ở đây, Jang-geum được sứ thần khen và nhận ra tấm lòng tốt của cô. Qua việc này, cô và Thượng cung Han có lợi thế trong cuộc thi tuyển chọn Thượng cung tổng quản của gian bếp chính
Trong cuộc thi để chọn ra người làm Thượng cung tổng quản của gian bếp chính, cô đã giúp đỡ Thượng cung Han chiến thắng cuộc thi trước mọi nỗ lực phá hoại của gia đình họ Choi và Thượng cung Choi (người cung nữ Choi Seong-geum năm xưa, từng lén bỏ độc dược vào thức ăn của Nhân Túy Vương đại phi). Thượng cung Choi ôm mối hận trong lòng và tìm cách để trả thù. Trong một lần quốc vương Triều Tiên Trung Tông đi suối nước nóng nghỉ dưỡng, Thượng cung Han và Jang-geum là người chịu trách nhiệm cho món ăn của quốc vương. Thượng cung Choi âm mưu bỏ chất khoáng vào món vịt do thượng cung Han và Jang-geum làm. Sau khi quốc vương Trung Tông ăn món đó thì bị hôn mê nhiều ngày liền, khi các ngự y chẩn đoán bệnh tình sai lầm thì nhân cơ hội này thượng cung Choi cùng ngự y chính Yoon-Su âm mưu đổ tội cho thức ăn. Thượng cung Choi đã vu oan và tung tin rằng Thượng cung Han và Jang-geum cùng liên kết với Đại nhân Jo Gwang-jo (Triệu Quang Tổ) để làm phản. Vì thương cho học trò của mình, Thượng cung Han đã nhận hết tội về mình, rằng toàn bộ kế hoạch đó là do một mình bà làm, không có liên quan đến Jang-geum.
Tuy vậy, do thế lực thượng cung Choi với sự chống lưng của đại giám Oh Gyeom-Ho (chủ trì vụ án) đã phán quyết cả hai đều bị có tội và bắt trở thành nô lệ phải lưu đày ra đảo Jeju. Trên đường tới đảo Jeju, Thượng cung Han qua đời do thương tích của việc tra khảo. Thượng cung Choi nhanh chóng đẩy cả thượng cung Park và thượng cung Yoon là người từng cùng phe với mình để thay thế vị trí của thượng cung Han và trở thành Thượng cung Tổng quản gian bếp chính, từ lúc đó Jang-geum hứa với lòng sẽ có ngày quay trở lại Vương cung làm sáng tỏ sự việc và báo thù cho Thượng cung Han.
Cấm vệ quân Min Jeong-ho trong một lần bị thích khách ngoại tặc tấn công bị thương đã vô tình được Jang-geum cứu thương và sống sót, sau đó đã quý mến rồi yêu Jang-geum và đã theo cô đến tận đảo Jeju. Anh đề nghị giúp cô bỏ trốn, tuy nhiên cô từ chối và nói rằng nếu như vậy thì cô không thể nào quay trở lại Vương cung và rửa sạch được nổi oan ức của Thượng cung Han được, đồng thời cũng đi tìm công lý cho cái chết của mẹ cô. Min Jeong-ho quyết định ở lại với cô và giúp đỡ cô chừng nào cô rời khỏi đảo Jeju.
Trên đảo Jeju, Jang-geum gặp một người phụ nữ tên là Jang-deok, cô sớm phát hiện ra Jang-deok là một Y nữ nổi tiếng nhưng lại chọn cách ẩn dật để sống. Ban đầu, tính cách thẳng thắn của Jang-deok đã làm tổn thương Jang-geum, nhưng dần dần, Jang-geum nhận ra rằng nữ y sĩ đó là người rất tận tụy và giàu lòng nhân ái. Ngày qua ngày, Jang-geum nhận ra rằng chỉ có một cách có thể giúp cô được trợ lại Vương cung là học và trở thành một Y nữ (uinyeo). Cô cầu xin Jang-deok dạy mình y thuật. Jeong Woon-baek, một người bạn của Jang-geum đồng thời cũng là một ngự y lập dị trong triều, phản đối quyết định theo đuổi nghề y để trả thù gia tộc họ Choi của Seo Jang-geum. Bỏ mặc sự phản đối, Jang-geum kiên trì tập luyện và giành được vị trí nữ y thực tập trong cung.

### Lúc làm y nữ trong cung
Nhờ vào tài năng của mình, y nữ Jang-geum đã tìm ra nguyên nhân và cách điều trị chứng mang song thai nhưng một thai nhi bị chết lưu của vương phi Doãn thị và được vương phi ân sủng. Jang-geum đã xin phép vương phi được vào nội y thư khố để đọc tài liệu y thư về lịch sử bệnh tình của vương tộc với mục đích lấy y thư lịch sử bệnh tình của quốc vương đem về sao chép và nghiên cứu. Mục đích là để tìm cách rửa oan cho thượng cung Han trong vụ án món vịt chất khoáng năm xưa. Phát hiện Jang-geum lấy trộm y thư của quốc vương, phủ Nội Thị dưới sức ép của thế lực thượng cung Choi phải buộc tội và bắt Jang-geum xử tử. Rất may tổng quản Thái giám và đại nhân Min Jung-Ho đã đi trước một bước báo lại cho vương phi. Nhờ thế vương phi đã cứu sống Jang-geum và ra lệnh nàng phải tìm ra nguyên nhân chứng bệnh của quốc vương mắc phải trong vụ án đó.
Về phần mình, Jang-geum cũng đã cùng Min Jung-Ho âm thầm điều tra đại giám Oh (phe cánh thượng cung Choi) có âm mưu giao thương với ngoại tặc cũng như có liên quan đến việc nâng đỡ nhằm giúp Choi Pan-soon (anh trai thượng cung Choi) buôn bán sinh lời các vật phẩm vào vương cung. Vương phi Doãn thị rất thích Jang-geum và yêu cầu cô chữa trị qua loa cho thế tử (quốc vương Triều Tiên Nhân Tông sau này) để cho thế tử chết vì bệnh nhằm mục đích con trai bà ta lên nối ngôi (cũng sẽ là quốc vương Triều Tiên Minh Tông trong tương lai). Trước tình thế này, Jang-Geum từ chối, việc đến tai quốc vương khiến cho quốc vương Trung Tông rất ưa thích đức tính của nàng.
Trong một lần xảy ra dịch bệnh lớn, Jang-geum cũng đã lập công khi khống chế được dịch bệnh và nhất là chữa khỏi bệnh phong hàn, chứng mù mắt của quốc vương Triều Tiên Trung Tông và được quốc vương cực kỳ ân sủng. Trong việc này, ngự y Yoon-Soo (cũng là ngự y âm mưu cùng thượng cung Choi trong vụ án năm xưa) và y nữ Yeul-Yee (phe thượng cung Park năm xưa) đã âm mưu đổ tội bệnh của quốc vương là do các món ăn về phía thượng cung Choi như đã làm với thượng cung Han.
Lúc này là sự đấu đá nội bộ giữa thượng cung Choi, đại giám Oh và ngự y Yoon-Soo nên Jang-geum và Min Jung-Ho đã dàn xếp cho ngự y tự vẫn và để lại di chúc để đánh lừa thượng cung Choi, đại giám Oh. Jang-geum đã gặp thượng cung Choi và cháu gái bà ta là Choi Geum-Young để nói rằng mình đang giữ di chúc của ngự y chính Yoon-Soo. Điều này khiến nhà thượng cung Choi bán tín bán nghi, để che đậy sự việc sắp bị bại lộ, thượng cung Choi và anh trai bà ta là thương nhân Choi Pan-Soon đã làm di chúc giả đưa cho y nữ Yeul-Yee đem đến phủ quan báo cáo toàn bộ sự thật nhằm đổ lỗi cho đại giám Oh. Thượng cung Choi và đại giám Oh không ngờ ngự y Yoon-Soo bất ngờ được Min Jung-Ho đem vào đối chất tại phủ quan. Kết cục, Jang-geum và Min Jung-Ho đã vén màn vụ án món ăn vịt năm xưa.
Vụ án kết thúc khi cả nhà Choi Pan-Soon, đại giám Oh Gyeom-Ho bị lưu đày, riêng thượng cung Choi Seong-Geum vì ám ảnh nên trượt chân rơi xuống vực chết, cháu gái bà ta là Choi Geum-Young (người thầm yêu Min Jung-Ho) bị cách chức và trục xuất khỏi gian bếp chính, y nữ Yeul-Yee, quan ngự y Yoon-Soo cũng bị cách chức và tất cả những người khác có liên quan đều bị đuổi khỏi cung.
Sau khi trả thù được gia đình nhà thượng cung Choi, với việc chữa khỏi bệnh đậu mùa cho vương tử Lý Hoàn (tức quốc vương Triều Tiên Minh Tông tương lai) - con trai của Vương phi Doãn thị, Jang-geum đã cởi bỏ sự căng thẳng giữa cô và vương phi (trong chuyện vương phi ép Jang-Geum để mặc thế tử - quốc vương Nhân Tông chết vì bệnh). Nàng cũng được quốc vương Trung Tông rất quý mến tài nằng và đề bạt chức quan lục phẩm làm ngự y cho quốc vương. Tuy nhiên do sự phản đối gay gắt của các quan đại thần, quốc vương đã không thể thực hiện được.
Một điều thú vị xảy ra khi mà quốc vương Triều Tiên Trung Tông đã yêu Jang-geum từ lúc nào không hay, biết được việc quốc vương hay cho gọi Jang-geum đi dạo cùng mình, Vương đại phi (mẹ đẻ chính thất của quốc vương Triều Tiên Trung Tông) đã yêu cầu quốc vương tấn phong Jang-geum làm phi tần. Thông qua Lee Yeon-Saeng nương nương (bạn thân thời là cung nữ với Jang-geum), quốc vương biết được sự thật Jang-geum và Min Jung-Ho đang yêu nhau; Sau một cuộc thi đấu bắn cung với Min Jung-Ho, quốc vương chấp nhận thua cuộc (thực tế là quốc vương cố ý thua khi bắn trượt) vì không muốn xen vào giữa hai người họ. Để tránh cho Jang-geum trở thành phi tần và làm tổn thương nàng ta, cuối cùng quốc vương cũng đã phá lệ bằng cách phong cho Jang-geum mang họ "Dae" cao quý và mang chức vị Dae Jang-geum tương đương chức quan tam phẩm, chuyên chủ trì ngự ỵ chữa bệnh cho nhà vua. (Jang-guem chính là ngự y nữ đầu tiên và duy nhất trong lịch sử Triều Tiên đến nay. Nên biết rằng đến tận bây giờ, ở Bắc Triều Tiên và Hàn Quốc vẫn chưa có một ai sau Jang-guem thuộc phái nữ làm người đứng đầu ngự y hay bộ trưởng bộ y tế theo cách gọi ở thời đại này).
Về phần Min Jung-Ho, dưới sức ép của các quan đại thần, quốc vương buộc phải lưu đày Min Jung-Ho và không được khôi phục thân phận khi nhà vua và con trai tức Triều Tiên Nhân Tông nắm quyền, vì các quan đại thần cho rằng người này là kẻ duy nhất tuân lệnh quốc vương và ủng hộ phong cho Jang-geum làm quan tam phẩm.
Phim kết thúc với việc quốc vương bị bệnh tắc đường ruột, biết mình không thể qua khỏi, và nhầm bảo vệ cho Dae Jang-geum sau khi quốc vương băng hà; quốc vương sai tổng quản thái giám bắt Dae Jang-geum ra khỏi cung đưa đến chỗ lưu đày của Min Jung-Ho. Quốc vương ra lệnh đưa hai người trốn đi nơi khác trước khi những người muốn hãm hại Dae Jang-geum bắt về chịu tội vì không thể chữa khỏi bệnh cho quốc vương. Đồng thời các đại thần ngăn cản ý định của Vương hậu Doãn Thị (lúc này là nhiếp chính kiêm Vương đại phi) gọi và khôi phục danh phận cho Dae Jang-geum trong Triều đại của quốc vương Trung Tông và quốc vương Nhân Tông.
Sau khi quốc vương băng hà, quốc vương Triều Tiên Nhân Tông lên ngôi, nhưng chỉ sau thời gian ngắn chưa đầy 1 năm quốc vương này cũng qua đời, con trai của vương phi Doãn thị là vương tử Lý Hoàn lên ngôi kế vị là quốc vương Triều Tiên Minh Tông. Biết được Dae Jang-geum và Min Jung-Ho vẫn còn ở trên đất Chosun sau 8 năm trốn chạy, Vương đại phi Doãn thị (vẫn đang là nhiếp chính cho con trai mình) cho gọi về và khôi phục danh phận cho Dae Jang-geum và Min-Jung-Ho (Do Triều Tiên Nhân Tông qua đời đột ngột). Dae Jang-geum từ chối vương phi Doãn Thị việc mình ở lại hoàng cung để chữa trị bệnh, bà và Min Jung-Ho tiếp tục đi khắp đất nước để chữa trị cho mọi người.
Cảnh cuối của phim kết thúc khi Dae Jang-geum mổ bụng cứu lấy thai nhi và sản phụ của một người nông dân.

## Vai diễn

### Nhân vật chính
- Lee Young-ae vai Seo Jang-geum

Là một người phụ nữ thông minh, xinh đẹp, nhiệt tình, làm cô nổi bật giữa đám đông. Kể từ khi cha mẹ cô qua đời trong vụ thảm sát Giáp Tý sĩ họa (갑자사화, 甲子士禍), cô đã phải chịu đựng nhiều khó khăn và trở ngại, đặc biệt là trong cung, nhưng cô đã vượt qua chúng với quyết tâm mạnh mẽ và sự kiên trì. Là người có ý chí mạnh mẽ, Jang-geum cố gắng đạt được mục tiêu của mình bất kể những trở ngại mà cô đang phải đối mặt. Chính với kỹ năng và kiến thức y tế xuất chúng của mình, cũng như sự chu toàn và y đức của cô. Cô trở thành nữ ngự y đầu tiên và duy nhất chữa trị cho nhà vua, được nhà vua phong danh hiệu dae ("Đại đế") Jang-geum, trở thành một vị quan tam phẩm, một điều chưa từng nghe thấy vào thời điểm đó đối với một người phụ nữ trong thời đại Joseon.
- Ji Jin-hee vai Min Jeong-ho

Là một người đàn ông có học thức, rất thông minh và có diện mạo đẹp, ông là một học giả xuất sắc kết hợp cả học tập và võ thuật. Jang-geum cứu Jeong-ho khi ông bị thích khách ngoại tặc tấn công. Sau đó, họ gặp lại nhau và cô luôn nhờ ông để mượn sách. Họ trở nên yêu nhau khi ông chuyển đến Nae Geum Wee (Vệ binh Quân đội Hoàng gia) với tư cách là Jong Sa Gwan.
- Hong Ri-na vai Choi Geum-young

Đầy tham vọng và kiêu ngạo, Choi Geum-young bắt đầu cuộc sống của mình trong cung điện với tư cách là cháu gái của Thượng cung Choi. Từ một người bạn, cô trở thành đối thủ của Jang-geum. Mặc dù cô là một phần của gia tộc họ Choi, cô luôn khao khát tìm ra con đường riêng của mình - không chấp nhận cách làm việc của Thượng cung Choi nhưng không thể tìm thấy con đường của riêng mình. Trí thông minh và tài năng của cô thường đối đầu với Jang-geum. Cuối cùng, do ảnh hưởng của Thượng cung Choi và Min Jeong-ho không chấp nhận tình yêu của mình, khiến cô phải theo con đường được sắp đặt bởi thượng cung Choi.
- Im Ho vai Triều Tiên Trung Tông

Vị vua thứ 11 của triều đại Joseon. Trước khi lên ngôi, ông được biết đến với cái tên Hoàng tử Jinsung. Là người chấp nhận thỉnh cầu của Jang-geum lúc nhỏ để cô được vào cung và trở thành cung nữ.
- Yang Mi-kyung vai Han Baek-young (Thượng cung Han)

Là một trong những Sanggung làm việc trong nhà bếp hoàng gia (soorakgan), cô sở hữu một tài năng trong nghệ thuật ẩm thực và có thể xác định nguồn gốc của các thành phần trong món ăn. Người bạn thân nhất của mẹ Jang-geum, cô thường hối tiếc vì không thể cứu bạn mình. Cô ấy là một người nghiêm khắc, kiên định. Mặc dù trong tự nhiên, cô thực sự rất tốt bụng. Sự hiện diện của Jang-geum cho phép cô mở lòng và đối xử với jang-geum như một giáo viên nghiêm khắc và một người mẹ tốt bụng.
- Kyeon Mi-ri vai Choi Seong-geum (Thượng cung Choi)

Em gái của Choi Pan-sul và dì của Geum-young. Với và dòng máu của mình, cô dự kiến sẽ là người kế nhiệm của cấp bậc Sanggung cao nhất của nhà bếp Hoàng gia. Cô đã học và được dạy về sự tinh tế của thực phẩm từ khi còn nhỏ. Tính cách kiêu ngạo, cô có một ý chí mãnh liệt để có được những gì cô muốn. Đầu óc sắc sảo và hành động nhanh chóng, cô luôn có âm mưu chống lại Jang-geum và Thượng cung Han. Cô không đối xử tốt với Jang-geum, mẹ của Jang-geum và Thượng cung Han

### Nhân vật phụ

#### Thời còn nhỏ
- Jo Jung-eun vai Seo Jang-geum lúc nhỏ
- Lee Se-young vai Choi Geum-young lúc nhỏ
- Park Chan-hwan vai Seo Cheon-soo (cha của Jang-geum và là một cựu vệ sĩ hoàng gia)
- Kim Hye-seon vai Park Myeong-yi (mẹ của Jang-geum và là một cựu cung nữ)
- Im Hyun-shik vai Kang Duk-gu (cha nuôi của Jang-geum, là một đầu bếp Hoàng cung)
- Geum Bo-ra vai Na Joo-daek (vợ Duk-gu, và là mẹ nuôi của Jang-geum; cô và Duk-gu kiếm sống bằng cách bán rượu)

Thời gian làm trong bếp Hoàng gia
- Park Eun-hye vai Lee Yeon-saeng

Thục viên nương nương, trước đây là một cung nữ, là bạn thân nhất của Jang-geum.
- Lee Ip-sae vai Yoon Young-roh

Cung nữ, là một người trung thành với gia tộc họ Choi.
- Kim So-yi vai Min Mee-geum (thượng cung Min)

Là cố vấn của Chang-yi và giáo viên thứ hai của Seo Jang-geum và Lee Yeun-seng.
- Yeo Woon-kay vai Jung Mal-geum (thượng cung Jung)

Luôn gần gũi với Lee Yeon-saeng. Rất thích hát và kể chuyện và là người tổ chức cuộc thi chọn Thượng cung tổng quản của gian bếp chính.
- Park Jeong-soo vai Park Yong-shin (thượng cung Park)

Sau khi Jang-geum và Thượng cung Han bị đày đến đảo Jeju, bà bị Thượng cung Choi lật đổ vì tổ chức các bữa tiệc riêng tư.
- Choi Ja-hye vai Chang-ee (Cung nữ)

Bạn của Jang Geum và Yeun-Seng, rất thích ăn uống.
- Jo Gyeong-hwan vai Oh Gyeom-ho (Đại giám Oh)

Là một Vị quan, đồng minh của gia tộc hok Choi trong Nội các Hoàng gia.
- Lee Hee-do vai Choi Pan-sul  (anh của Thượng cung Choi, thương nhân)

Anh trai của Thượng cung Choi và chú của Geum-Young.
- Na Seong-gyun vai Yoon Mak-gae  (chú của Young-roh)

Là bảo vệ Hoàng cung
- Lee Hye Sang vai Jo Bang (Cung nữ)

Là một cung nữ nhay ghen tị. Cô ấy tin rằng vì cô ấy là người lớn tuổi nhất, mọi người nên theo dõi và sợ cô ấy. Cô ghen tị với Geum-Young vì cô luôn giành chiến thắng trong cuộc thi khi họ còn trẻ. Khi họ trưởng thành, cô ghen tị với Geum-Young (một lần nữa) và Jang-Geum khi họ được chọn làm người học việc của Thượng cung Choi và Han cho cuộc thi thay vì cô.
- Shin Gook vai Thái giám Jang Geon

Lòng trung thành của ông với nhà vua bị nghi ngờ khi Thượng cung Choi phát hiện ra rằng Bộ hồ sơ y tế của nhà vua (nằm dưới sự chăm sóc của Cục Thái giám) đã bị Jang-geum đánh cắp.
- Park Jeong-sook vai Văn Định Vương Hậu

Người vợ thứ 3 của Triều Tiên Trung Tông và mẹ của Hoàng tử Gyeongwon.
- Eom Yoo-shin vai Trinh Hiển vương hậu

Mẹ của Triều Tiên Trung Tông
Thời gian làm y nữ
- Jeon In-taek vai Nội y chính Jeong Yoon-su

Ông đã từ chức khi ông không biết nguyên nhân và cách chữa trị bệnh của nhà vua. Cuộc sống của ông gặp nguy hiểm vì ông biết về sự tham gia của Thượng cung Choi và Đại giám Oh trong vụ án vịt chất khoáng
- Maeng Sang-hun vai Professor (and Doctor) Jeong Woon-baek

Ông là một ngự y. Khi ông phát hiện ra rằng Jang-geum sẽ học y khoa để trả thù, Ông đã phản đối nó. Ông để Jang Geum lựa chọn giữa y học hoặc trả thù. Sau khi được Jang-Deok chữa lành trên khối u của mình, ông về cung với tư cách là ngự y của Hoàng hậu
- Kim Yeo-jin vai Jang-deok

Một bác sĩ chu đáo và tận tâm từ Jeju và cũng là người thầy của Jang-geum trong y học.
- Han Ji-min vai Shin-bi

Một người bạn tốt bụng và đáng tin cậy của Jang Geum. Cô cùng Jang-geum làm việc trong Viện Nội y.
- Lee Se-eun vai y nữ Park Yeul-yee

Một y nữ đã đề nghị chính mình giết Jang-Geum để có được sự tin tưởng của gia tộc họ Choi. Nhưng có một điều thú vị: Yeul-Yee là con gái nuôi của cựu Thượng cung, Park Yong-Shin. (Người đã bị Thượng cung Choi lật đổ)
- Park Eun-soo vai Shin Ik-Phil

Một huấn luyện viên nghiêm khắc của Jang-geum và Shin-bi khi họ bước vào cung điện. Ông trở nên nghiêm khắc với Jang Geum không phải vì ông không thích cô mà ông muốn Jang Geum trở nên tốt hơn. Ông trở thành bác sĩ của Trinh Hiển Vương hậu, nhưng ban đầu bà không tin tưởng ông vì câu chuyện về bệnh nhân của ông trong quá khứ đã chết dưới sự chăm sóc của ông. Sau đó, ông trở thành ngự y của nhà vua, khi Jang-geum tìm ra nguyên nhân và cách chữa trị bệnh của nhà vua.

## Phát sóng quốc tế
Sau khi phát sóng ở Hàn Quốc, bộ phim  Nàng Dae Jang Geum được tiếp tục phát sóng trên 60 quốc gia trên thế giới, với tên là Jewel in the Palace và The Great Jang-Geum .
| Quốc gia                      | Kênh phát sóng | Số phần phát sóng | Tên phim                                                          |
| ----------------------------- | -------------- | ----------------- | ----------------------------------------------------------------- |
| Hàn Quốc                      | MBC            | Tháng 9 2003      | Dae Jang Geum (대장금)                                            |
| Mông Cổ                       | UBS            | Tháng 3 2004      | Dae Jang Geum                                                     |
| Úc                            | TVB Jade       | Tháng 9 2005      | The Great Jang-Geum                                               |
| Bangladesh                    | BTV            | 2012              | Jewel in the Palace                                               |
| Bosna và Hercegovina          | TVR1           | Tháng 1 2010      | Dragulj u Carskoj Palati (The Jewel in the Imperial Palace)       |
| Brunei                        | RTB2           | Tháng 4 2007      | Jewel in the Palace                                               |
| Barbados                      | CBC TV 8       | Tháng 1 2012      | Jewel in the Palace                                               |
| Campuchia                     | TV5            | Tháng 6 2005      | ជីវីតនាងចំាងគឹម (The Life of Jang Geum Lady)                            |
| Canada                        | Fairchild TV   | Tháng 7 2005      | The Great Jang-Geum                                               |
| Trung Quốc                    | Hunan TV       | Tháng 9 2005      | 大長今 (Great Jang Geum)                                          |
| Colombia                      | Canal Capital  | Tháng 3 2010      | Una Joya en el Palacio (The Jewel in the Palace)                  |
| Costa Rica                    | Canal 13       | Tháng 10 2009     | Una Joya en el Palacio (The Jewel in the Palace)                  |
| Ecuador                       | Ecuador TV     | Tháng 6 2009      | Una Joya en el Palacio (The Jewel in the Palace)                  |
| Ai Cập                        | ERTU           | Tháng 6 2006      | جوهرة القصر (Jewel in the Palace)                                 |
| Ghana                         | TV3            | Tháng 2 2006      | Jewel in the Palace                                               |
| Ghana                         | TV Africa      | Tháng 10 2009     | Jewel in the Palace                                               |
| Grenada                       | GNN            | Tháng 1 2012      | Jewel in the Palace                                               |
| Hồng Kông                     | TVB            | Tháng 9 2005      | 大長今 (Great Jang Geum)                                          |
| Hungary                       | m1             | Tháng 10 2008     | A palota ékköve (The Jewel in the Palace)                         |
| Ấn Độ                         | DD National    | Tháng 9 2007      | Ghar ka Chirag (The Lamp of the House)                            |
| Indonesia                     | Indosiar       | Tháng 12 2005     | Dae Jang Geum                                                     |
| Iran                          | Channel 2      | Tháng 11 2006     | جواهری در قصر (Jewel in the Palace)                               |
| Israel                        | Viva           | Tháng 10 2008     | היהלום שבכתר (The Diamond in the Crown)                           |
| Nhật Bản                      | NHK            | Tháng 10 2005     | 宮廷女官チャングムの誓い (The Vow of Palace Court Lady Jang Geum) |
| Jordan                        | MEM            | Tháng 6 2006      | جوهرة القصر (Jewel in the Palace)                                 |
| Kenya                         | NTV            | Tháng 10 2009     | Jewel in the Palace                                               |
| Malaysia                      | 8TV            | Tháng 12 2005     | Jewel in the Palace                                               |
| México                        | Canal 34       | Tháng 10 2009     | Una Joya en el Palacio (The Jewel in the Palace)                  |
| New Zealand                   | Triangle TV    | Tháng 10 2009     | The Great Jang-Geum                                               |
| Nigeria                       | AIT            | Tháng 8 2008      | Jewel in the Palace                                               |
| Perú                          | TV Perú        | Tháng 11 2008     | Una Joya en el Palacio (The Jewel in the Palace)                  |
| Philippines                   | GMA            | Tháng 11 2005     | Jewel in the Palace                                               |
| Philippines                   | TeleAsia       | 2013              | Jewel in the Palace                                               |
| Puerto Rico                   | WIPR-TV        | Tháng 9 2010      | Una Joya en el Palacio (The Jewel in the Palace)                  |
| Trung Hoa Dân Quốc (Đài Loan) | GTV            | Tháng 5 2004      | 大長今 (Great Jang Geum)                                          |
| România                       | TVR1           | Tháng 4 2009      | Giuvaierul Palatului (Jewel in the Palace)                        |
| Nga                           | DTV            | Tháng 3 2007      | Жемчужина дворца (The Jewel in the Palace)                        |
| Ả Rập Xê Út                   | Dubai TV       | Tháng 10 2007     | جوهرة القصر (Jewel in the Palace)                                 |
| Singapore                     | VV Drama       | Tháng 7 2005      | Jewel in the Palace                                               |
| Tây Ban Nha                   | TVE            | Tháng 11 2010     | Una Joya en el Palacio (The Jewel in the Palace)                  |
| Saint Lucia                   | GNN            | Tháng 1 2012      | Jewel in the Palace                                               |
| Saint Vincent và Grenadines   | GNN            | Tháng 1 2012      | Jewel in the Palace                                               |
| Sri Lanka                     | SLRC           | Tháng 10 2012     | සුජාත දියණී (Sujatha Diyani)                                          |
| Tanzania                      | AIT            | Tháng 8 2008      | Jewel in the Palace                                               |
| Thái Lan                      | Channel 3      | Tháng 10 2005     | แดจังกึม จอมนางแห่งวังหลวง (Great Jang Geum)                          |
| Trinidad và Tobago            | CCN TV6        | Tháng 7 2011      | Jewel in the Palace                                               |
| Thổ Nhĩ Kỳ                    | TRT 1          | Tháng 1 2008      | Saraydaki Mücevher (Jewel in the Palace)                          |
| UAE                           | Dubai TV       | Tháng 10 2007     | جوهرة القصر (Jewel in the Palace)                                 |
| Hoa Kỳ                        | AZN            | Tháng 6 2005      | The Great Jang-Geum                                               |
| Việt Nam                      | VTV1           | Tháng 9 2005      | Nàng Dae Jang-geum                                                |
| Zambia                        | AIT            | Tháng 8 2008      | Jewel in the Palace                                               |
| Zimbabwe                      | AIT            | Tháng 8 2008      | Jewel in the Korean Palace                                        |

## Nhạc nền

### Bài hát chủ đề
Bài hát chủ đề: Onara (tiếng Hàn: 오나라) bằng tiếng Hàn cổ. Điều này tạo ra các lập luận về lời bài hát và cách chúng nên được giải thích. Kết quả là các cách giải thích khác nhau xuất hiện. Cuối cùng, nhạc sĩ Im Se-hyeon đã tiết lộ lời bài hát:
Bài hát theo phong cách Pansori, một loại âm nhạc Hàn Quốc đặc biệt xuất hiện trong triều đại Joseon và rất phổ biến trong thế kỷ 19. Nó sử dụng giọng hát của một ca sĩ, một sorikkun, một tay trống, một gosu, để kể một câu chuyện theo chủ đề. Điệp khúc ("He-iya di-iya he-iya naranino") được gọi là chu-imsae và trong Pansori truyền thống, nó được cung cấp bởi tay trống để cung cấp nhịp điệu cho bài hát. Chuimsae bao gồm những âm thanh nguyên âm vô nghĩa hoặc những lời khuyến khích ngắn gọn. Chuimsae tương tự như hát scat trong các âm tiết vô nghĩa jazz như "La, la, la" hoặc "Shoop, shoop ba doop" trong các bài hát phổ biến bằng tiếng Anh.

#### Phiên bản tiếng Hàn
Kết thúc mỗi tập của Dae Jang Geum, đều có bài hát "Onara" được hát bởi ba đứa trẻ Hàn Quốc, Kim Ji Hyeon (tiếng Hàn: 김지현; Hanja: 金智賢), Baek Bo-hyeon (tiếng Hàn: 백보현; Hanja: 白寶賢), Kim Seul-gi (tiếng Hàn: 김슬기; Hanja: 金슬기), là học sinh tiểu học học nhạc cổ điển Hàn Quốc vào thời điểm đó. Album nhạc phim Dae Jang Geum cũng có phiên bản chậm hơn của bài hát được hát bởi E Ahn (tiếng Hàn: 이안; Hanja: 李安; tên thật là Lee Dong-hee (tiếng Hàn: 이동희; Hanja: 李冬熙)), một ca sĩ âm nhạc truyền thống Hàn Quốc tốt nghiệp khoa âm nhạc cổ điển Hàn Quốc tại Đại học Quốc gia Seoul.

#### Phiên bản quốc tế
"Onara" có một số phiên bản khác đã được sử dụng với việc phát hành của Nàng Dae Jang Geum bên ngoài Hàn Quốc. "Hope" (希望 Hèimohng) là phiên bản được hát bởi Kelly Chen bằng tiếng Quảng Đông cho việc phát hành tại Hồng Kông. "Baby" (娃娃 Wáwá) được hát bởi Angela Chang bằng tiếng Quan Thoại cho việc phát hành Đài Loan. "Calling" (呼唤 Hūhuàn) do Tang Can hát, và "Hope" (希望 Xīwàng) được hát bởi năm người chiến thắng trong cuộc thi hát Super Girl được sử dụng để phát hành tại Trung Quốc.
Đối với bản phát hành của Philippines, Faith Cuneta đã hát một bài hát hoàn toàn khác (trái ngược với công việc trước đó của cô cho chương trình phát sóng "Winter Sonata" của Philippines), có tựa đề "Pangarap na Bituin".
Ở Sri Lanka, phiên bản tiếng Sinhalese được hát bởi Angeline Gunathilake và được viết bởi Athula Ransirilal; nó có tiêu đề "Gaha kola mal gal gesee bala sitinawa" (Cây và hoa đang nhìn cô ấy). Một phiên bản Tamil cũng được phát hành với tiêu đề "Maramilay pukkal urindu parkinrana". Các nhạc cụ địa phương như raban đã được sử dụng trong bản ghi âm, và cả hai bài hát đều rất phổ biến ở trẻ em.

### Nhạc nền gốc
| STT | Tựa đề bài hát                     | Ca sĩ thể hiện                                                       |
| --- | ---------------------------------- | -------------------------------------------------------------------- |
| 1.  | (고원(高原))                       | Craig Eastman                                                        |
| 2.  | (창룡(蒼龍))                       | Park Jae Chun, Son Bum Joo, Yoo Kyung Hwa (박재천, 손범주, 유경화)   |
| 3.  | (하망연(何茫然))                   | Alessandro Safina                                                    |
| 4.  | (오나라 II)                        | Lee An (이안) or Kim Ji-Hyun (김지현)                                |
| 5.  | (0815(空八一五))                   | Eric Rigler                                                          |
| 6.  | (연밥)                             | Park Jae Chun, Shim Sang Won, Yoo Kyung Hwa (박재천, 심상원, 유경화) |
| 7.  | (덕구)                             | Park Jae Won (박재천)                                                |
| 8.  | (Hamangyeon)                       | Alessandro Safina                                                    |
| 9.  | APNA                               | Im Se Hyun (임세현)                                                  |
| 10. | (다솜)                             | Im Se Hyun (임세현)                                                  |
| 11. | (비(悲))                           | Lee Shi Woo (이시우), Craig Eastman                                  |
| 12. | (단가(短歌))                       | Lee Shi Woo (이시우)                                                 |
| 13. | (연도(烟濤))                       | Baek Bo Hyun (백보현)                                                |
| 14. | (오나라 I)                         | Kim Seul Gi, Kim Ji Hyun, Baek Bo Hyun (김슬기, 김지현, 백보현)      |
| 15. | (The Legend Becomes History)       | Kim So Hyun (김소현)                                                 |
| 16. | (자야오가(子夜吳歌)) (Techno Ver.) | Kim Seul Gi, Kim Ji Hyun, Baek Bo Hyun (김슬기, 김지현, 백보현)      |
| 17. | (하망연(何茫然)) (Inst.)           | Yoo Kyung Hwa (유경화                                                |

## Giải thưởng
Giải thưởng phim truyền hình MBC 2003
| STT | Tên giải thưởng           | Người nhận     |
| --- | ------------------------- | -------------- |
| 1.  | Giải thưởng Daesang       | Lee Young-ae   |
| 2.  | Giải diễn xuất đặc biệt   | Im Hyun-sik    |
| 2.  | Giải diễn xuất đặc biệt   | Yang Mi-kyung  |
| 3.  | Nhà viết kịch bản của năm | Kim Young-hyun |

Giải thưởng nghệ thuật Baeksang 2004
| STT | Giải thưởng                 | Người nhận     |
| --- | --------------------------- | -------------- |
| 1.  | Đạo diễn xuất sắc nhất      | Lee Byung-hoon |
| 2.  | Nữ diễn viên nổi tiếng nhất | Yang Mi Kyung  |

## Tác động đến văn hoá
Là một phần của làn sóng văn hóa Hàn Quốc ở Đông Á, sự nổi tiếng to lớn của Nàng Dae Jang Geum đã có tác động văn hóa đáng kể:

### Du lịch
Tổ chức Du lịch Hàn Quốc quảng bá du lịch theo định hướng Dae Jang Geum ở Đông Á và Hoa Kỳ. Công viên giải trí Dae Jang Geum được khai trương tại Yangju, tỉnh Gyeonggi vào tháng 12 năm 2004, nơi phần lớn quá trình quay phim diễn ra.

### Ẩm thực Hàn Quốc
Nàng Dae Jang Geum khơi dậy sự quan tâm của công chúng đối với ẩm thực truyền thống Hàn Quốc, cả trong và ngoài nước. 

## Phần tiếp theo
Vào tháng 9 năm 2012, MBC đã công bố kế hoạch sản xuất phần tiếp theo, Dae Jang Geum 2. Trong bài phát biểu khai mạc tại một diễn đàn nội dung văn hóa ở Seoul vào tháng 10 năm 2013, chủ tịch MBC Kim Jong-guk đã tái khẳng định dự án, nói rằng, "Chúng tôi sẽ thúc đẩy sản xuất trong nửa đầu năm 2015 sau một năm tiền sản xuất." 

Vào tháng 3 năm 2014, nhà văn Kim Young Hyun đã xác nhận rằng bộ phim sẽ được phát sóng vào tháng 10 năm 2014, và nữ diễn viên chính Lee Young Ae, người trước đây đã từ chối lời đề nghị về phần tiếp theo kể từ khi nghỉ hưu từ năm 2006, đang "tích cực xem xét" việc tiếp tục vai diễn của mình.  Trong bản tóm tắt của Kim, chồng của Jang-geum sẽ qua đời và con gái cô sẽ bị bắt cóc và đưa đến Trung Quốc, để lại Jang-geum cố gắng tìm con. Nửa đầu của bộ phim sẽ là về cuộc hành trình của cô đến Trung Quốc. Nhưng Jang-geum sẽ trở về nhà mà không thành công, và tiếp tục cuộc sống của mình bằng cách tìm kiếm một người kế nhiệm. Jang-geum sẽ chọn đào tạo con gái của Geum-young, đối thủ của Jang-geum từ loạt phim đầu tiên.